# Kingston, Utah
Kingston är en kommun (town) i Piute County i Utah. Vid 2020 års folkräkning hade Kingston 135 invånare.